# Erkan Petekkaya
Erkan Petekkaya (Elazığ, 1970. december 11. –) török színész több televíziós sorozatban szerepelt, mint például:
| Év        | Cím                     |
| --------- | ----------------------- |
| 2005-2007 | Beyaz Gelincik          |
| 2007-2008 | Sessiz fırtına          |
| 2010–2012 | Öyle Bir Geçer Zaman Ki |
| 2012-2014 | Dila Hanım              |

## Filmográfia

### Mozi
| Év   | Cím                   | Szerep |
| ---- | --------------------- | ------ |
| 1990 | Alman Avrat'ın Bacısı |        |
| 2009 | Gecenin Kanatları     | Cemal  |
| 2015 | Yeni Dünya            |        |
| 2016 | Kolpaçino 3. Devre    |        |

### Televízió
| Év        | Cím                   | Szerep          | Magyar hang    |
| --------- | --------------------- | --------------- | -------------- |
| 1998      | Güzel Günler          | Talat           |                |
| 1998      | Aynalı Tahir          | Kadir           |                |
| 2001      | Aşkına Eşkiya         | Sadocan         |                |
| 2003      | Bedel                 |                 |                |
| 2003      | Aşkına Eşkiya         | İsmail          |                |
| 2003      | Japonyalı Gelin       | Ömer            |                |
| 2003      | Serseri               | Bülent          |                |
| 2005      | Beyaz Gelincik        | Ömer Aslanbaş   |                |
| 2005      | Köpek                 | Yılmaz          |                |
| 2007      | Sessiz Fırtına        | Yiğit Sancaktar |                |
| 2009      | Bahar Dallan          | Balıkçı         |                |
| 2009      | Hanımın Çiftliği      | Milletvekili    |                |
| 2010      | Hanımeli Sokağı       | Osman           |                |
| 2010-2012 | Az idő sodrásában     | Ali             | Gergely Róbert |
| 2012-2014 | Dila Hanım            | Ali             |                |
| 2013      | Benim Hala Umudum Var | Erkan           |                |
| 2014-2017 | Megtört szívek        | Cihan Gürpinar  | Kőszegi Ákos   |
| 2021–2022 | Kırmızı Oda           | Delikanlı Sadi  |                |

### Színház
| Év   | Cím                              | Író                   |
| ---- | -------------------------------- | --------------------- |
| 1993 | Mitos Güzeli                     | Coşkun Irmak          |
| 1993 | Sosak Kedisi Marilu              | Yeşim Dorman          |
| 1994 | Korku                            | Orhan Asena           |
| 1996 | Blood Wedding                    | Federico García Lorca |
| 1997 | Düdükçülerle Fırçacıların Savaşı | Azis Nesin            |
| 2001 | Deli Dumrul                      | Güngör Dilmen         |

## Fordítás
- Ez a szócikk részben vagy egészben  az   Erkan Petekkaya című angol Wikipédia-szócikk fordításán alapul.  Az eredeti cikk szerkesztőit annak laptörténete sorolja fel. Ez a jelzés csupán a megfogalmazás eredetét és a szerzői jogokat jelzi, nem szolgál a cikkben szereplő információk forrásmegjelöléseként.